# Tears (Clean Bandit)
"Tears" is een nummer van de Britse elektronische muziekgroep Clean Bandit samen met de zangeres Louisa Johnson. Het nummer werd op 27 mei 2016 uitgebracht.

## Tracklijst
| Nr. | Titel                      | Duur |
| --- | -------------------------- | ---- |
| 1.  | Tears (met Louisa Johnson) | 3:46 |

| Nr. | Titel                  | Duur |
| --- | ---------------------- | ---- |
| 1.  | Tears (Wideboys remix) | 4:46 |

| Nr. | Titel                       | Duur |
| --- | --------------------------- | ---- |
| 1.  | Tears (Wideboys dub)        | 4:58 |
| 2.  | Tears (Wideboys radio edit) |      |

## Hitnoteringen

### Nederlandse Top 40
| Hitnotering: 30-07-2016 t/m 08-10-2016 | Hitnotering: 30-07-2016 t/m 08-10-2016 | Hitnotering: 30-07-2016 t/m 08-10-2016 | Hitnotering: 30-07-2016 t/m 08-10-2016 | Hitnotering: 30-07-2016 t/m 08-10-2016 | Hitnotering: 30-07-2016 t/m 08-10-2016 | Hitnotering: 30-07-2016 t/m 08-10-2016 | Hitnotering: 30-07-2016 t/m 08-10-2016 | Hitnotering: 30-07-2016 t/m 08-10-2016 | Hitnotering: 30-07-2016 t/m 08-10-2016 | Hitnotering: 30-07-2016 t/m 08-10-2016 | Hitnotering: 30-07-2016 t/m 08-10-2016 | Hitnotering: 30-07-2016 t/m 08-10-2016 |
| Week:                                  | 1                                      | 2                                      | 3                                      | 4                                      | 5                                      | 6                                      | 7                                      | 8                                      | 9                                      | 10                                     | 11                                     |                                        |
| -------------------------------------- | -------------------------------------- | -------------------------------------- | -------------------------------------- | -------------------------------------- | -------------------------------------- | -------------------------------------- | -------------------------------------- | -------------------------------------- | -------------------------------------- | -------------------------------------- | -------------------------------------- | -------------------------------------- |
| Positie:                               | 39                                     | 37                                     | 36                                     | 34                                     | 28                                     | 30                                     | 30                                     | 26                                     | 27                                     | 28                                     | 34                                     | uit                                    |

### NederlandseSingle Top 100
| Hitnotering: 30-07-2016 t/m 29-10-2016 | Hitnotering: 30-07-2016 t/m 29-10-2016 | Hitnotering: 30-07-2016 t/m 29-10-2016 | Hitnotering: 30-07-2016 t/m 29-10-2016 | Hitnotering: 30-07-2016 t/m 29-10-2016 | Hitnotering: 30-07-2016 t/m 29-10-2016 | Hitnotering: 30-07-2016 t/m 29-10-2016 | Hitnotering: 30-07-2016 t/m 29-10-2016 | Hitnotering: 30-07-2016 t/m 29-10-2016 | Hitnotering: 30-07-2016 t/m 29-10-2016 | Hitnotering: 30-07-2016 t/m 29-10-2016 | Hitnotering: 30-07-2016 t/m 29-10-2016 | Hitnotering: 30-07-2016 t/m 29-10-2016 | Hitnotering: 30-07-2016 t/m 29-10-2016 | Hitnotering: 30-07-2016 t/m 29-10-2016 | Hitnotering: 30-07-2016 t/m 29-10-2016 |
| Week:                                  | 1                                      | 2                                      | 3                                      | 4                                      | 5                                      | 6                                      | 7                                      | 8                                      | 9                                      | 10                                     | 11                                     | 12                                     | 13                                     | 14                                     |                                        |
| -------------------------------------- | -------------------------------------- | -------------------------------------- | -------------------------------------- | -------------------------------------- | -------------------------------------- | -------------------------------------- | -------------------------------------- | -------------------------------------- | -------------------------------------- | -------------------------------------- | -------------------------------------- | -------------------------------------- | -------------------------------------- | -------------------------------------- | -------------------------------------- |
| Positie:                               | 92                                     | 82                                     | 64                                     | 54                                     | 51                                     | 52                                     | 47                                     | 42                                     | 36                                     | 47                                     | 59                                     | 68                                     | 89                                     | 99                                     | uit                                    |

### NederlandseMega Top 50
| Hitnotering: 30-07-2016 t/m 01-10-2016 | Hitnotering: 30-07-2016 t/m 01-10-2016 | Hitnotering: 30-07-2016 t/m 01-10-2016 | Hitnotering: 30-07-2016 t/m 01-10-2016 | Hitnotering: 30-07-2016 t/m 01-10-2016 | Hitnotering: 30-07-2016 t/m 01-10-2016 | Hitnotering: 30-07-2016 t/m 01-10-2016 | Hitnotering: 30-07-2016 t/m 01-10-2016 | Hitnotering: 30-07-2016 t/m 01-10-2016 | Hitnotering: 30-07-2016 t/m 01-10-2016 | Hitnotering: 30-07-2016 t/m 01-10-2016 | Hitnotering: 30-07-2016 t/m 01-10-2016 |
| Week:                                  | 1                                      | 2                                      | 3                                      | 4                                      | 5                                      | 6                                      | 7                                      | 8                                      | 9                                      | 10                                     |                                        |
| -------------------------------------- | -------------------------------------- | -------------------------------------- | -------------------------------------- | -------------------------------------- | -------------------------------------- | -------------------------------------- | -------------------------------------- | -------------------------------------- | -------------------------------------- | -------------------------------------- | -------------------------------------- |
| Positie:                               | 34                                     | 33                                     | 33                                     | 33                                     | 36                                     | 38                                     | 34                                     | 35                                     | 29                                     | 36                                     | uit                                    |